# Maïa Mazaurette
Maïa Mazaurette est une autrice et chroniqueuse française, née en 1978 à Paris.
La majeure partie de son travail, tant éditorial que fictionnel, porte sur les questions de sexualité, de la répartition des rôles hommes-femmes, de la place des minorités sociales ainsi que celle du corps dans les sociétés. Maïa Mazaurette revendique la qualification de féministe.

## Biographie

### Enfance et formation
Née en 1978 à Paris d'une mère professeure de lettres et d'un père dessinateur dans le textile, Maïa Mazaurette fait des études de lettres à la Sorbonne puis intègre une école de journalisme (75e promotion de l'École supérieure de journalisme de Lille). Elle commence sa carrière comme journaliste reporter d'images sur la chaîne France 3 en 2001.

### Début de carrière
Elle publie son premier livre Nos amis les hommes en 2001 (éditions Florent Massot).
Elle participe à différents projets web : NoFrag, où elle anime la rubrique Ask Maïa, qui donnera naissance à SexActu, Non Wii, DS in Paris, BienBienBien, BashFR (rebaptisé Dans ton chat) et Encyclopenis.[réf. nécessaire]
Elle anime son blog personnel Sexactu à partir de 2004 qui migrera chez GQ en 2011 jusqu'en juin 2020. Depuis le domaine sexactu.coma été cédé. Sur le web elle écrit des billets également pour Fluctuat.net et Madmoizelle.com au début des années 2010,,.
En parallèle Maïa Mazaurette débute en presse écrite spécialisée d'abord pour Newlook et Playboy (2004 - 2007) puis pour GQ à partir de février 2008. Elle participe occasionnellement à de nombreux autres titres (Marie Claire, Glamour, Grazia, La Revue - Pour l'intelligence du monde, FHM, Bisou, Fluide glacial et Fluide.G).
Elle a coécrit, avec le médecin, sexologue et journaliste Damien Mascret, un essai intitulé La Revanche du clitoris (2008), ainsi qu'un guide intitulé Peut-on être romantique en levrette ? (2009). Ce dernier ouvrage a été illustré par Arthur de Pins.
Avec Arthur de Pins, Maïa Mazaurette réalise un petit livre humoristique, L'Anti-Kamasutra à l'usage des gens normaux (2009). Le Guide du râteau, livre humoristique, illustré par Arthur de Pins fait suite à L'Anti-Kamasutra... En 2010, elle  se penche sur la question des sites de rencontres et publie un autre guide Osez ... les rencontres sur internet. De 2011 à 2013, elle est scénariste pour la bande dessinée Sale Bête!, publiée dans Spirou (du n°3826 du 10 août 2011 au n°3925 du 03 juillet 2013). 
Fin 2013, elle publie deux petits guides humoristiques dédiés « aux grandes loses les grands remèdes », les vexations quotidiennes et comment les attentes disproportionnées de la société nous piègent systématiquement. Dans la foulée des « guides rigolos », Maïa Mazaurette publie deux guides présentant les différents profils et modèles d'hommes et de femmes : Les Hommes en 30 modèles (2013) et Les Femmes en 30 modèles (2014).

### Années 2010: reconnaissance dans les médias nationaux
En 2012-2013, elle est chroniqueuse à France Inter. En 2014, elle publie en anglais pour le The Copenhagen Post (en). Depuis novembre 2015, elle tient une chronique hebdomadaire pour Le Monde.
En janvier 2016, elle publie L'Art du célibat, un livre de tests et d'astuces sur la manière de rester célibataire et d’en profiter pleinement. En mars de la même année, seize femmes, coordonnées par Marlène Schiappa, écrivent une lettre à leur utérus. Ces lettres sont rassemblées dans un recueil Lettres à mon utérus. En 2018 paraît Ma vie sexuelle est plus grosse que la tienne : le livre qui corrige les idées reçues sur le sexe.
D'octobre 2017 à juin 2018, elle poste 28 épisodes de podcast Sex & Sounds sur Arte radio, « Parce que le cerveau est un organe sexuel, Maïa Mazaurette fait le lien entre les plaisirs d'en-bas et les sons d'en-haut. »
Depuis 2018, elle reprend les crayons et les pinceaux et illustre ses chroniques pour Le Monde. Elle peint également des hommes nus dont elle expose les peintures à Paris puis à Genève dans la galerie d'Analix Forever.
En janvier 2019, elle commence une chronique à Usbek & Rica jusqu'en juillet 2020. Elle collabore aussi en 2019-2020 au journal Le Temps en Suisse.
En avril 2020, elle commence une nouvelle chronique dans l'émission Quotidien diffusée sur la chaîne TMC où son segment, La Zone Mazaurette, est diffusé depuis septembre 2020 trois fois par semaine. Elle redevient chroniqueuse sur France Inter aux côtés de Nagui jusqu'en janvier 2021, puis est transférée à partir de février 2021 dans l'émission Grand Bien Vous Fasse aux côtés d'Ali Rebeihi.
En 2020, Sortir du trou, lever la tête propose une réflexion et un ensemble de conseils pour vivre une autre sexualité, épanouie, et surtout égale tandis que Le Sexe selon Maïa - Au-delà des idées reçues rassemble une cinquantaine des chroniques qu’elle tient dans Le Monde depuis novembre 2015.
En janvier 2021, elle propose que parler de sexe soit comme parler de cuisine : elle publie un dictionnaire de A à Z intitulé La vulve, la verge et le vibro. Les mots du sexe.
En mars 2021, elle poste sept épisodes de podcast Traverse sur France Inter où elle livre une histoire intime ; celle du décès brutal et inattendu le 23 juin 2014 de son fiancé Soren (par respect pour la famille du jeune homme le prénom a été changé),.
Le 8 mars 2022, elle présente en première partie de soirée sur TMC le documentaire Désir : Ce que veulent les femmes, consacré au désir féminin. Ce documentaire est suivi d'un autre quelques mois plus tard, Désir : Ce que veulent les hommes, consacré cette fois au désir masculin et d'un troisième Désir : Au cœur du sexe féminin qui dit « tout » sur l'organe féminin,.
À partir de septembre 2023, avec la directrice de la rédaction de Konbini, Marie Misset et l'humoriste Marine Baousson, Maïa Mazaurette coprésente l'émission Jusqu’ici tout va bien, (reprenant la case que Charline Vanhoenacker avait amenée au premier rang en terme d'audiences de 2014 à 2023, avec l'émission C'est encore nous ! sur France Inter), du lundi au vendredi, de 17 h à 18 h,. Elle quitte l'émission, alors en perte d'auditeurs depuis des mois, en mars 2024,.
Elle travaille également comme "sexperte" pour le site de rencontres Gleeden, dont elle relaie par ailleurs régulièrement les sondages dans ses chroniques du journal Le Monde,,,,,.

### Vie privée
Le 23 juin 2014, son compagnon danois Soren meurt à l'âge de 29 ans. Elle a vécu plusieurs années au Danemark, en Allemagne et aux États-Unis, avant de revenir en France en 2020.

## Œuvre de fiction
Maïa Mazaurette est l'auteur de plusieurs romans :
- Nos amis les hommes (2001) ;
- Le pire est avenir (2004), réédité en 2009 sous le titre Rien ne nous survivra. Le pire est avenir où Maïa Mazaurette réécrit l'histoire avec de nombreuses variantes, dont une fin différente[43] ;
- Dehors les chiens, les infidèles (2008)[44] ;
- La Coureuse (2012), une autofiction. Le sous-titre « Les hommes, il faut les prendre » explique l'idée : une sorte de renversement du rôle classique, faisant de la femme un Don Juan. Puis le largue pour un autre. On voit donc les relations au sein d'un couple où la femme se sert de sa féminité comme d'une arme et où le « prince charmant » participe à toutes les manipulations[45],[46],[47],[48].

Elle participe à plusieurs recueils de nouvelles, dont Rois et Capitaines (2009), Magiciennes et Sorciers (2010), Victimes et Bourreaux (2011).
En bande dessinée, elle collabore, occasionnellement, avec Benoît Feroumont, Pluttark, Pacco et Marguerite Sauvage et, activement, avec Jean-Paul Krassinsky et Arthur de Pins. Elle scénarise : 
- Péchés mignons (depuis le troisième album) une sérié dessinées par Arthur de Pins ; Péchés mignons 3 (2008), Péchés mignons 4 (2010)
- Sale Bête une série dessinée par Jean-Paul Krassinsky; Sale Bête 1 « Hamster drame » (2011)[49], Sale Bête 2 « On ira tous au charadis » (2013)[50].
- La Ligue des voleurs, dessiné par Dagda, raconte l'histoire de Clémence, fille de deux voleurs de la Guilde. Clémence est à l'école des voleurs mais préfère étudier la biologie que de braquer des banques avec style. Elle doit résoudre un dilemme, ne plus vivre dans l'illégalité de la Guilde et ne pas décevoir ses parents[51]

## Publications

### Romans
- Maïa Mazaurette, Nos amis les hommes, Florent Massot, novembre 2001, 164 p. (ISBN 978-2-84588-038-2)
- Maïa Mazaurette, Le pire est avenir, Jacques-Marie Laffont, juin 2004, 492 p. (ISBN 978-2-84928-053-9)
- Maïa Mazaurette, Dehors les chiens, les infidèles, Paris, Mnémos, coll. « Icares Fantasy », 13 novembre 2008, 300 p. (ISBN 978-2-35408-042-6)
- Maïa Mazaurette, Rien ne nous survivra. Le pire est avenir, Paris, Mnémos, coll. « Dédales », 24 aout 2009, 269 p. (ISBN 978-2-35408-051-8)
- Maïa Mazaurette, Dehors les chiens, les infidèles, Paris, Éditions Gallimard, coll. « Folio SF », 30 septembre 2010, 444 p. (ISBN 978-2-07-034324-9)
- Maïa Mazaurette, La Coureuse, Paris, Kero, 20 septembre 2012, 300 p. (ISBN 978-2-36658-005-1)
- Maïa Mazaurette, Le doute au cœur (version Poche de La Coureuse), Paris, Le Livre de poche, coll. « Littérature & Documents », 28 octobre 2015, 384 p. (ISBN 978-2-253-19477-4)

### Nouvelles
- « Que justice soit faite », dans Stéphanie Nicot, Victimes et bourreaux, Mnémos, coll. « Icares », 240 p. (ISBN 978-2-35408-118-8)
- « Saturnales », dans 69 - Anthologie SFQ, Actusf, octobre 2009, 166 p. (ISBN 978-2-917689-15-8)
- « Sacre », dans Stéphanie Nicot, Rois et Capitaines, Mnémos, coll. « Mnémos Fantasy », mai 2009, 352 p. (ISBN 978-2354080525)
- « Chronos », dans Stéphanie Nicot, L'O10ssée, Folio SF, septembre 2010, 320 p. (ISBN 978-2-07-081405-3)
- « Exaucée », dans Stéphanie Nicot, Magiciennes et Sorciers, Mnémos, coll. « Icares », septembre 2010, 288 p. (ISBN 978-2-35408-079-2)
- « La joie des slips troués », dans Putain d'amour, Le Livre de poche, 29 janvier 2014, 256 p. (ISBN 978-2-25317-700-5)
- « La mise en pièce », dans Bardes et sirènes, Actusf, 2014

### Essais
- Maïa Mazaurette et Damien Mascret, La revanche du clitoris, Paris, La musardine, coll. « L'attrape-corps », 25 janvier 2008, 132 p. (ISBN 978-2-84271-381-2)
- Maïa Mazaurette et Damien Mascret, Peut-on être romantique en levrette ?, La Musardine, coll. « Osez », 23 janvier 2009, 220 p. (ISBN 978-2-84271-440-6)
- Maïa Mazaurette, Rémi Cieplicki et Sébastien Delahaye, Dans ton Chat, Paris, Privé, éditions Michel Lafon, 4 juin 2009, 253 p. (ISBN 978-2-35076-099-5)
- Maïa Mazaurette, Osez ... les rencontres sur Internet, Paris, La Musardine, coll. « Osez », 21 janvier 2010, 128 p. (ISBN 978-2-84271-413-0)
- Marlène Schiappa (dir.), Cassia Carrigan, Nadia Daam, Octavie Delvaux et al., Lettres à mon utérus, Paris, La Musardine, 24 mars 2016, 160 p., Broché, Kindle (ISBN 978-2-84271-768-1)
- Maïa Mazaurette, Belle toute crue : Comment survivre dans le monde des obsessions beauté, Marabout, 8 juin 2016, 192 p. (ISBN 978-2501111904)
- Maïa Mazaurette, Sortir du trou, lever la tête, Livre de Poche (première édition Éditions Anne Carrière), 17 mars 2021 (1re éd. 10 janvier 2020), 480 p. (ISBN 9782253101574 et 978-2-38082-031-7, lire en ligne)
- Maïa Mazaurette (ill. Charlotte Molas), Le sexe selon Maïa : Au-delà des idées reçues, Paris, Éditions Points (première édition La Martinière), 8 mars 2021 (1re éd. 9 janvier 2020), 224 p. (ISBN 978-2-7324-9170-7 et 9782757888933)
- Maïa Mazaurette, La vulve, la verge et le vibro : Les mots du sexe, Paris, La Martinière, 28 janvier 2021, 192 p. (ISBN 978-2732496818)
- Hold-Up 21[52], éditions Anne Carrière, 2023 (collectif)  (ISBN 978-2380822762)

### Bande dessinées
- Maïa Mazaurette et Arthur de Pins, Péchés Mignons, Tome 3 : Garce Attack, Paris, Fluide glacial, coll. « Fluide glamour », 4 novembre 2008, 47 p. (ISBN 978-2-85815-834-8)
- Maïa Mazaurette et Arthur de Pins, Péchés Mignons, Tome 4, Paris, Fluide glacial, coll. « De Pins », 20 octobre 2010, 48 p. (ISBN 978-2-35207-025-2)
- Gwen de Bonneval, David Calvo, Sébastien Cosset et al., Les fables de la poubelle - Tome 2, Paris/Barcelone/Bruxelles etc., Dargaud, coll. « Poisson Pilote », 26 mars 2010, 47 p. (ISBN 978-2-205-06370-7, BNF 42350170)
- Maïa Mazaurette et Jean-Paul Krassinsky, Sale bête - Tome 1 : Hamster drame, Marcinelle/Paris, Dupuis, coll. « SALE BETE », 27 janvier 2012, 56 p. (ISBN 978-2-8001-4999-8)
- Maïa Mazaurette et Jean-Paul Krassinsky, Sale bête - Tome 2 : On ira tous au charadis, Marcinelle/Paris, Dupuis, coll. « SALE BETE », 5 avril 2013, 48 p. (ISBN 978-2-8001-5579-1)
- Maïa Mazaurette et Dagda, La ligue des voleurs, Bruxelles/Paris, Éditions Jungle, 23 mars 2016, 48 p. (ISBN 978-2-8222-1244-1)

#### Bande dessinées petit format
- Maïa Mazaurette et Arthur de Pins, Anti-Kamasutra à l'usage des gens normaux, Paris, Fluide glacial, coll. « Fluide glamour », janvier 2009, 64 p. (ISBN 978-2-85815-940-6)
- Maïa Mazaurette et Arthur de Pins, Le Guide du Râteau, Paris, Fluide glacial, coll. « Fluide glamour », 16 janvier 2010, 60 p. (ISBN 978-2-35207-007-8)

### Textes illustrés
- Maïa Mazaurette (ill. Pacco), Les hommes en 30 modèles : Les reconnaître, les approcher, les aimer, Paris, Delcourt, coll. « Tapas », 5 juin 2013, 127 p. (ISBN 978-2-7560-4197-1)
- Maïa Mazaurette, Les Hommes, la lose : Kro, abdos, râteaux, Paris, Delcourt, coll. « Tapas », 6 novembre 2013, 128 p. (ISBN 978-2-7560-4259-6)
- Maïa Mazaurette, Les Femmes, la lose : Kilos, talons hauts, mojitos, Paris, Delcourt, coll. « Tapas », 6 novembre 2013, 128 p. (ISBN 978-2-7560-4260-2)
- Maïa Mazaurette (ill. Pacco), Les femmes en 30 modèles : Les reconnaître, les approcher, les aimer, Paris, Delcourt, coll. « Tapas », 21 mai 2014, 88 p. (ISBN 978-2-7560-5760-6)
- Maïa Mazaurette, L'art du célibat, Paris, Jungle Éditions, coll. « Livre poche HUM », 6 janvier 2016, 148 p. (ISBN 978-2-8222-1329-5)
- Maïa Mazaurette, Ma vie sexuelle est plus grosse que la tienne : Le livre qui corrige les idées reçues sur le sexe, Paris, Tana Éditions, 18 octobre 2018, 168 p. (ISBN 979-10-301-0219-2)

## Polémiques
En octobre 2023, divers médias,, relatent une séquence présentée comme « hallucinante » : Maïa Mazaurette se moque d'un arboriste engagé dans une grève de la faim, qui revendique l'annulation  du tracé de l'autoroute A69 Castres-Toulouse, projet auquel une climatologue du GIEC et 200 scientifiques d'un collectif toulousain se sont opposés. La chroniqueuse lui demande s'il n'a « pas peur de passer pour un guignol » et que son activisme « n'était pas très sérieux ».
En octobre 2024, elle est au coeur des polémiques après avoir sexualisé le corps du nageur français Léon Marchand sur Quotidien.